# Myrtus

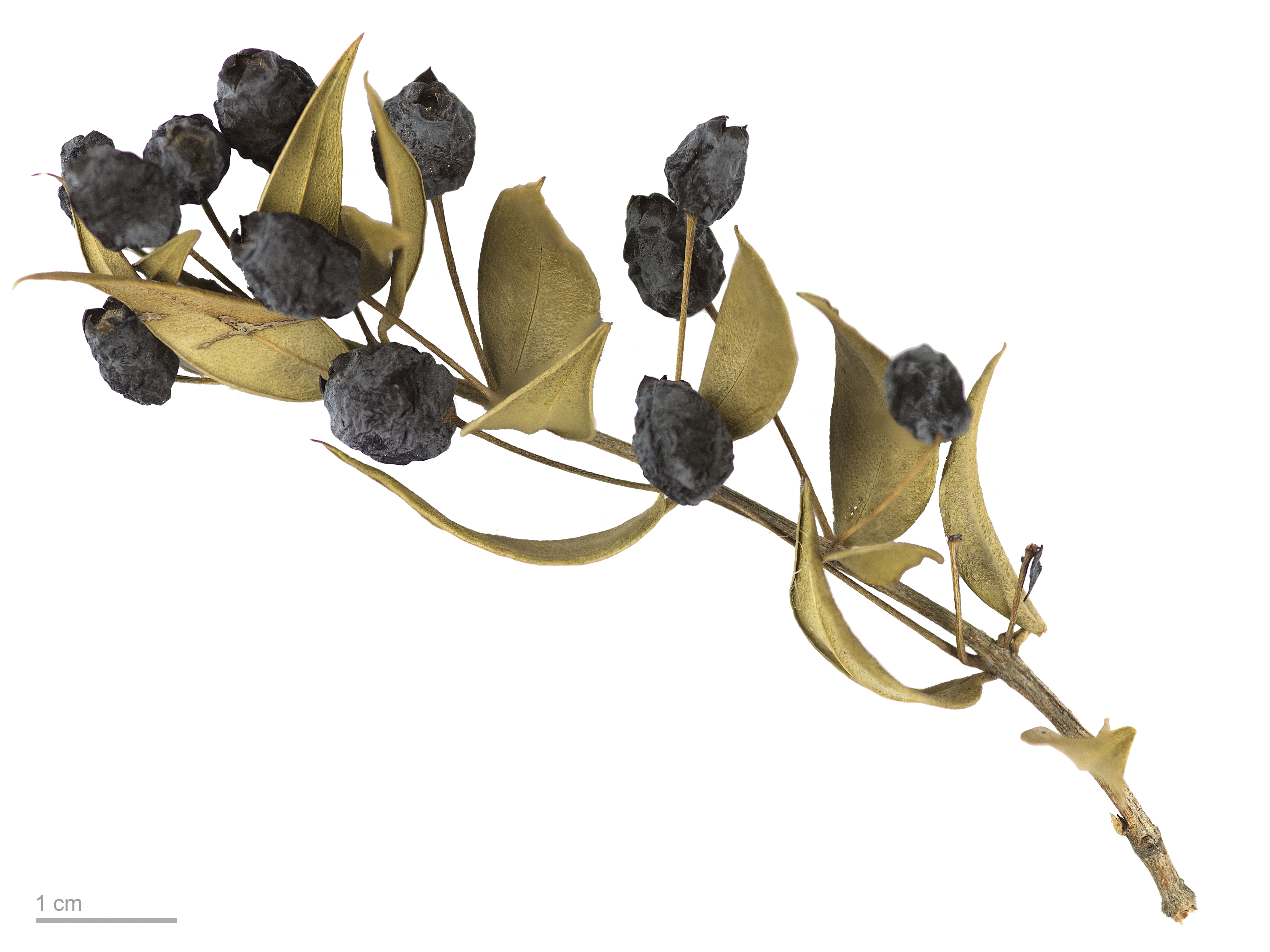
Myrtus communis

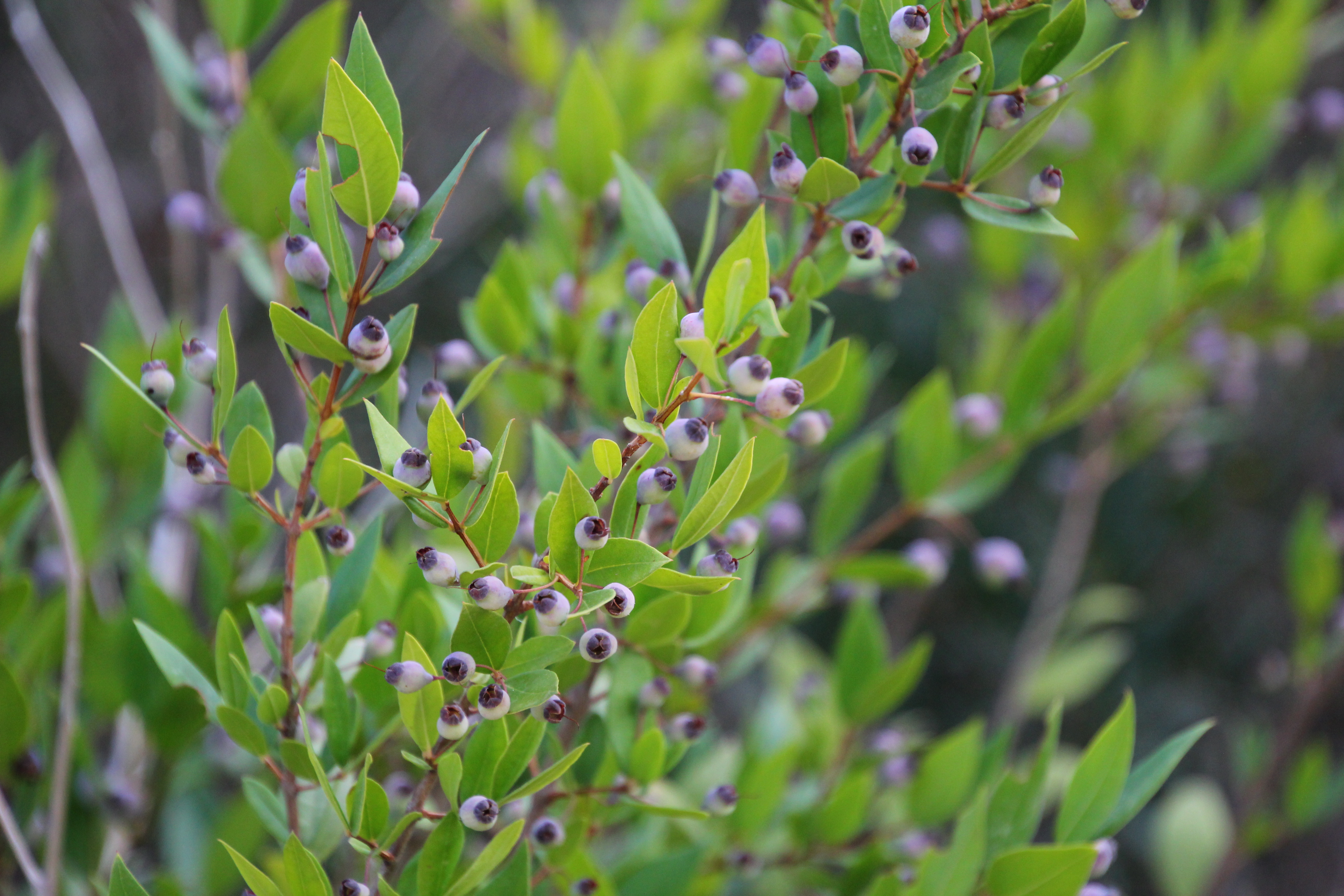
M. communis

Myrtus (Tourn. ex L., 1753) è un genere di piante appartenente alla famiglia delle Myrtaceae, originario di bacino del Mediterraneo e Medio Oriente.
Il nome del genere deriva dalla parola greca myron che significa 'profumo' per il caratteristico aroma sprigionato dalle foglie quando vengono stropicciate.

## Tassonomia
All'interno del genere Myrtus sono comprese due sole specie:
- Myrtus communis L. chiamato volgarmente mortella o mirto, specie spontanea delle regioni mediterranee, comune nella macchia mediterranea o nelle zone cespugliose o collinari prospicienti alla costa. È usato come arbusto ornamentale o in cucina.
- Myrtus nivelii Batt. & Trab., originaria delle zone montuose dell'Algeria e del Ciad

### Binomi obsoleti
Molte altre specie originarie del Sud America e della Nuova Zelanda, un tempo classificate come appartenenti al genere Myrtus, sono state inserite nei generi: Eugenia, Lophomyrtus, Luma, Psidium, Rhodomyrtus, Syzygium, Ugni e in un'altra decina di generi.
- Myrtus axillaris Sw. = Eugenia axillaris (Sw.) Willd.
- Myrtus bahamensis (Kiaersk.) Urb., 1927 = Psidium longipes var. longipes (Berg) McVaugh
- Myrtus bellonis (Krug & Urban) Burret 1941 =  Eugenia bellonis Krug & Urban
- Myrtus cordata Sw. = Eugenia cordata var. cordata (Sw.) DC.
- Myrtus ehrenbergii O.Berg = Mosiera ehrenbergii (O.Berg) L.R.Landrum
- Myrtus glabrata Sw. = Eugenia glabrata (Sw.) DC.
- Myrtus ligustrina Sw. = Eugenia ligustrina (Sw.) Willd.
- Myrtus monticola Sw. = Eugenia monticola (Sw.) DC.
- Myrtus procera Sw. = Eugenia procera (Sw.) Poir.
- Myrtus splendens Sw. = Myrcia splendens (Sw.) DC.
- Myrtus verrucosa O.Berg = Psidium longipes var. longipes (Berg) McVaugh
- Myrtus zuzygium L. = Calyptranthes zuzygium (L.) Sw.

## Coltivazione
Preferisce posizioni assolate e calde, terreno di medio impasto, privo di ristagno idrico, irrigare nelle stagione calda, effettuare una potatura annualmente prima della ripresa vegetativa per mantenere compatta la chioma.
La moltiplicazione avviene con la semina autunnale o per talea e margotta

### Avversità
- Insetti:
  - Afidi - di varie specie possono attaccare le piante coltivate in ambienti non idonei
  - Cocciniglie - possono ricoprire i giovani rametti e le foglie con incrostazioni di scudetti ovali di colore giallo-brunastro
- Necrosi fogliare - le foglie colpite dal fungo della specie Pestalotia decolorata presentano macchie brunastre che necrotizzano

## Usi
Grazie alla forma compatta viene utilizzata per la formazione di siepi, e per l'arte topiaria nei giardini all'italiana, nelle regioni a clima invernale rigido si preferisce la coltivazione in vaso, ricoverando la pianta in luogo riparato ai primi geli
- I frutti vengono utilizzati come succedanei del pepe
- Dalle foglie e dai rami giovani si ricava un'essenza aromatica chiamata Acqua angelica dalle proprietà diuretiche, che viene utilizzata in profumeria per aromatizzare saponette o per aromatizzare tè, vini o liquori
- Viene utilizzata anche come pianta medicinale
- Il legno viene utilizzato per costruire oggetti torniti
- Le bacche vengono utilizzate per ricavarne un liquore tipico della Sardegna.

### Proprietà medicinali
- L'infuso delle foglie aromatico-amarognole raccolte preferibilmente in giugno-luglio, vanta proprietà stimolanti la digestione, disinfettanti, balsamiche, curative delle bronchiti, delle diarree infantili, delle cistiti e della leucorrea; per uso esterno viene utilizzato per irrigazioni vaginali, per le stomatiti, e le piaghe cutanee
- L'infuso, il decotto e il vino medicato dei frutti aromatici raccolti in autunno, hanno proprietà rinfrescante, balsamica, astringente e emostatica; mentre per uso topico il decotto viene utilizzato per irrigazioni antisettiche e antileucorreiche
- Dalla pianta si ricava per distillazione un preparato denominato "acqua d'oro" che viene utilizzata per le gengiviti, pelli screpolate e per le contusioni